# Jacques Mourioux
Jacques "Jacky" Mourioux (Saint-Michel-sur-Orge, 6 de març de 1948) va ser un ciclista francès, que fou professional entre 1969 i 1977. Durant la seva carrera va combinar tant el ciclisme en pista com en ruta.
Quan era amateur va participar en els Jocs Olímpics de Ciutat de Mèxic de 1968 en la prova de Persecució per equips.

## Palmarès en pista
- 1969
  - 1r als Sis dies de Mont-real (amb Alain Van Lancker)
- 1970
  - 1r als Sis dies de Brussel·les (amb Peter Post)
- 1971
  - 1r als Sis dies de Grenoble (amb Alain Van Lancker)
- 1973
  - Medalla d'argent al Campionat d'Europa de madison (amb Alain Van Lancker)
- 1974
  - 1r als Sis dies de Grenoble (amb Alain Van Lancker)

## Palmarès en ruta
- 1971
  - 1r al Circuit de les Regions frontereres
- 1972
  - 1r a la Route nivernaise
- 1974
  - Vencedor d'una etapa al Tour del Mediterrani

### Resultats al Tour de França
- 1972. 58è de la classificació general
- 1973. 76è de la classificació general
- 1974. 80è de la classificació general